# TeraGrid
TeraGrid è stata un'infrastruttura di calcolo scientifica a griglia che combinava le risorse di 11 siti partner. Il progetto cominciò nel 2001 e operò dal 2004 al 2011.
TeraGrid fu coordinato dal gruppo Grid Infrastructure Group (GIG) dell'Università di Chicago.

## Fornitori delle risorse
- Argonne National Laboratory (ANL) operated by the University of Chicago and the Department of Energy
- Indiana University - Big Red - IBM BladeCenter JS21 Cluster[1]
- Louisiana Optical Network Initiative (LONI)[2]
- National Center for Atmospheric Research (NCAR)
- National Center for Supercomputing Applications (NCSA)
- National Institute for Computational Sciences (NICS) operated by University of Tennessee at Oak Ridge National Laboratory.
- Oak Ridge National Laboratory (ORNL)
- Pittsburgh Supercomputing Center (PSC) operated by University of Pittsburgh and Carnegie Mellon University.
- Purdue University
- San Diego Supercomputer Center (SDSC)
- Texas Advanced Computing Center (TACC)